# Jessica Camacho
Jessica Camacho est une actrice américaine d'origine portoricaine, née le 26 novembre 1982 à Chicago. Elle est essentiellement connue pour le rôle de Rachel dans Nikita et de Sophie Foster dans Sleepy Hollow.

## Filmographie

### Séries télévisées
- 2009 : The Beast : Savannah
- 2010 : Justified : Sherese Mason
- 2010 : Dexter : Yasmin Aragon
- 2010 : Undercovers : Représentante de la banque
- 2011 : Mentalist : Infirmière Daisy
- 2011 : Gossip Girl : Marilu
- 2012 : Wedding Band : La serveuse hispanique
- 2012-2013 : Last Resort : Pilar Cortez
- 2013 : Nikita : Rachel
- 2013 : New York, unité spéciale (saison 14, épisode 22) : Gloria Montero
- 2013 : Hello Ladies : Erika
- 2014 : NCIS : Los Angeles : Rita
- 2014 : Castle : Marisa Aragon
- 2015 : Bones : Lauren Slater
- 2015 : Stalker : Eva Bowen
- 2015 : Rizzoli and Isles : Karina
- 2015 : Longmire : Kiersten
- 2015 : Minority Report : Lina Massero
- 2025jessica vasquez S.W.A.T
16 : Sleepy Hollow : Sophie Foster
- 2016 : Frequency : Eva Salinas
- 2017-2018 : Flash : Cynthia / Gypsy
- 2017 : Taken : Santana
- 2019 : Another Life : Michelle Vargas
- 2019-2021 : All Rise : Emily Lopez
- 2022 : Bosch : Legacy : Jade Quinn
- 2025 : Countdown : Amber Oliveras

### Téléfilms
- 2021 : Une proposition de rêve pour Noël (A Christmas Proposal) : Maria